# コモンツパイ
コモンツパイ（Tupaia glis）は、タイ、マレーシア、インドネシアに生息する登木目ツパイ科の小型の哺乳類である。進行中の生息地減少にも適応していることから、国際自然保護連合により最も懸念が少ない低危険種とされている。
狭義の本種はマレー半島南部とその周辺の島嶼に分布する。以前はスマトラ島やジャワ島などにも分布するとされていたが、2013年以降は別種（T. hypochrysa、T. discolor、T. ferruginea）とされている。このほか、2000年代以降ではマレー半島北部からインドシナの個体群はキタツパイ（ベランジェツパイ）T. belangeri、ボルネオ島の個体群はアシナガツパイ（ナガアシツパイ）T. longipes、メンタワイ諸島（シポラ島、北パガイ島、南パガイ島）の個体群はキンハラツパイ（キバラツパイ）T. chrysogasterとして分類されている。

## 記載
コモンツパイは、ツパイ科の中で最も大きく、体長は平均で16-21cm、体重は約190gである。色は、上側は赤茶色、灰色、黒色、腹側は白い。長く毛の多い尾は暗い灰茶色で、ほぼ体長と同じくらいの長さである。手の平には毛はなく、鋭い爪があり、長い鼻の上にも毛の生えていない部分がある。両性とも似た外見である。頭と体の長さは13-21cm、尾の長さは12-20cmである。通常、両肩には、白色の薄い縞模様がある。
T. g. longipesとT. g. salatanaの2つの亜種があり、前者の方が鈍い色である。前者の下面は、赤っぽいもみ革色で、尾の下側は灰色である。後者は、尾の下側は暗い赤色である。アカオツパイやヤマツパイは、よく似た種である。

## 分布と生息地
コモンツパイは、タイ南部の北緯10°くらいから半島マレーシア、隣接するシンガポールに分布し、パソ保護林、クラウ野生動物保護区等の保護地域に生息する。インドネシアでは、シベルト島バトゥ諸島、スマトラ島、ジャワ島、バンカ島、リアウ州、リンガ諸島、アナンバス諸島等で見られる。通常主にフタバガキ科の一次林で見られるが、生息地の改変にもある程度の耐性がある。二次林、プランテーション、果樹園、住宅街の木でも記録がある。
ボルネオのクラビット高原の低地から標高1100mくらいの丘にも広く生息していると考えられている。T. g. longipesは、ボルネオ北部、サラワク州、東カリマンタン州、サバ州、T. g. salatanaは、ボルネオのラジャン川やカヤン川の南部で見られる。

## 生態系と行動
コモンツパイは昼行性で、地上や藪の中、木の穴等で、単独または一対で餌を探す。果物、種子、葉、アリ等の昆虫やクモを食べる。またトカゲを捕まえるとの報告もある。大木や藪を俊敏に上ることができるが、それほど高いところには登らない。若い木の幹から、60cm程度離れた他の木まで飛び移ることもある。しばしば胸や陰嚢にある腺からの分泌物をこすりつけることで縄張りに匂い付けを行う。成獣のオスは、メスや幼獣よりも分泌が多い。ブキ・ティマ自然保護区では、行動圏は、成獣のオスで10174m3、成獣のメスで8809m3、幼獣のオスで7527m3、幼獣のメスで7255m3であり、オスとメスの行動圏の重なりは、0.4%から56.8%であった。同性の行動圏の重なりは、異性のものよりも小さかった。オスの行動圏は、2-3匹のメスの行動圏を含んでいた。1匹のオスと１匹のメスの行動圏が大きく重なると、これらが安定なつがいとなったことを示す。幼獣の両性の行動範囲は、成獣の範囲と隣接するか重なり、これは幼獣が家族の一員であることを示す。同性同士は、激しい縄張り争いをする。
幼獣のオスは、メスよりも早く家族の縄張りを離れる。

### 生殖
両性とも、生後3か月で性成熟に達する。飼育下のメスは、生後4.5か月で、通常2月に最初の出産をする。産後の発情により4月にはさらに子供を産む。発情周期は8日から39日間で、40日から52日間の妊娠期間の後、1から3匹の子供を産む。生後すぐの体重は、10-12gである。メスは一日おきに授乳するが、可能な限り子供とは関わらない。胸骨や腹にある腺から分泌される香りで目印を付けなければ、自身の子供を識別することもできないほどである。幼獣は生後25日から35日で巣を離れる。飼育下での寿命は、12年5か月が記録である。
10月から12月には、性的に不活性になる。発情期は、モンスーンの季節が始まる12月から2月まで続く。発情期及び発情前期には、オスがメスを追いかけ回す。オスはチャタリングを行い、非常に興奮しているように見える。お互いに追いかけあったり戦ったりもする。メスはオスの中から積極的にパートナーを選ぶことはない。少数の支配的なオスがメスとつがいになる。
マレーシア西部の熱帯雨林の生息地では、生息密度は、1ヘクタール当たり2から5匹である。毎年の繁殖数は、乾期の後に無脊椎動物がどれだけ増えるかに依存する。主な生殖期間は2月から6月で、子供は通常2匹産む。年に複数回子供を産むメスもおり、最初に妊娠するのは、生後7か月である。繁殖期やモンスーンの時期には、若い固体が巣だったり死亡することが多い。

## 分類の状況
フランスの探検家ピエール・ディアールとアルフレッド・デュヴォセルの共著論文により、1820年2月に初めて記載された。彼らはペナン州とシンガポールでこの種を発見し、新しい属ではなく、トガリネズミ属の種であると考えた。1821年から1940年の間に、複数の動物学者が様々な地域でこの種を記載した。分類に関しては未だに不明確な点があり、詳細な研究は行われていない。かつてシノニムと考えられていたものがいくつかあり、そのいくつかは種のレベルに引き上げられた。シノニムとしては、以下のようなものがある
- ferruginea (Raffles, 1821)[17]
- press (Raffles, 1821)[17][要検証 – ノート]。
- hypochrysa (Thomas, 1895)
- chrysomalla (Miller, 1900)
- sordida (Miller, 1900)
- phaeura (Miller, 1902)
- castanea (Miller, 1903)
- pulonis (Miller, 1903)
- tephrura (Miller, 1903)
- demissa (Thomas, 1904)
- discolor (Lyon, 1906)
- batamana (Lyon, 1907)
- siaca (Lyon, 1908)
- lacernata (Thomas and Wroughton, 1909)
- raviana (Lyon, 1911)
- pemangilis (Lyon, 1911)
- wilkinsoni (Robinson and Kloss, 1911)
- penangensis (Robinson and Kloss, 1911)
- longicauda (Kloss, 1911)
- obscura (Kloss, 1911)
- longicanda (Lyon, 1913)
- anambae (Lyon, 1913)
- redacta (Robinson, 1916)
- jacki (Robinson and Kloss, 1918)
- phoeniura (Thomas, 1923)
- siberu (Chasen and Kloss, 1928)
- cognate (Chasen, 1940)
- umbratilis (Chasen, 1940)

## 脅威
森林破壊やトレンチャーを用いた農業、プランテーション、商業伐採等の人間の活動により、脅威に晒されている。さらに食糧調達やスポーツを目的とした狩りもこの種の存続にとって圧力となっている。

## モデル動物
霊長目に近く、視力や聴力が非常に良いため、モデル動物として研究に用いられることがある。肝炎や乳癌に関する研究もおこなわれている。